# Alue Buya (Jangka)
Alue Buya is een bestuurslaag in het regentschap Bireuen van de provincie Atjeh, Indonesië. Alue Buya telt 514 inwoners (volkstelling 2010).